# Mistrovství světa ve fotbale hráčů do 20 let 1985
Mistrovství světa ve fotbale hráčů do 20 let 1985 bylo pátým ročníkem tohoto turnaje. Vítězem se stala brazilská fotbalová reprezentace do 20 let, která tak obhájila titul z minulého ročníku.

## Kvalifikace
Na turnaj se kvalifikovaly nejlepší týmy z jednotlivých kontinentálních mistrovství.
| - Afrika (CAF) - Nigérie - Tunisko - Asie (AFC) - Čína - Saúdská Arábie - Severní, Střední Amerika a Karibik (CONCACAF) - Kanada - Mexiko - Jižní Amerika (CONMEBOL) - Brazílie - Kolumbie - Paraguay |  | - Evropa (UEFA) - Bulharsko - Anglie - Irsko - Španělsko - Maďarsko - Oceánie (OFC) - Austrálie - Hostitel - Sovětský svaz |

## Základní skupiny

### Skupina A
| Tým       | B | Z | V | R | P | VG | IG | +/- |
| --------- | - | - | - | - | - | -- | -- | --- |
| Bulharsko | 4 | 3 | 1 | 2 | 0 | 4  | 2  | +2  |
| Kolumbie  | 4 | 3 | 1 | 2 | 0 | 5  | 4  | +1  |
| Maďarsko  | 4 | 3 | 1 | 2 | 0 | 5  | 4  | +1  |
| Tunisko   | 0 | 3 | 0 | 0 | 3 | 2  | 6  | -4  |

| 24. srpna 1985 15:00         |          |                         |                                                                             |
| Maďarsko                     | 2:2      | Kolumbie                | Stadion Hrazdan, Jerevan diváci: 10 000 rozhodčí: George Sandoz (Švýcarsko) |
| Pintér 59' (pen.) Zsinka 85' | (Report) | Pérez 88' Rodríguez 89' | Stadion Hrazdan, Jerevan diváci: 10 000 rozhodčí: George Sandoz (Švýcarsko) |

| 24. srpna 1985 19:00 |          |                          |                                                                              |
| Tunisko              | 0:2      | Bulharsko                | Stadion Hrazdan, Jerevan diváci: 14 000 rozhodčí: Joseph B. Worrall (Anglie) |
|                      | (Report) | Mikhtarski 32' Penev 78' | Stadion Hrazdan, Jerevan diváci: 14 000 rozhodčí: Joseph B. Worrall (Anglie) |

| 26. srpna 1985 19:00          |          |            |                                                                                     |
| Maďarsko                      | 2:1      | Tunisko    | Stadion Hrazdan, Jerevan diváci: 19 000 rozhodčí: Juan Francisco Escobar (Paraguay) |
| Pintér 60' (pen.) Fischer 87' | (Report) | Touati 46' | Stadion Hrazdan, Jerevan diváci: 19 000 rozhodčí: Juan Francisco Escobar (Paraguay) |

| 27. srpna 1985 19:00 |          |                |                                                                                       |
| Kolumbie             | 1:1      | Bulharsko      | Stadion Hrazdan, Jerevan diváci: 15 000 rozhodčí: Jassim Mandi Abdul-Rahman (Bahrajn) |
| Tréllez 74'          | (Report) | Kalaydjiev 69' | Stadion Hrazdan, Jerevan diváci: 15 000 rozhodčí: Jassim Mandi Abdul-Rahman (Bahrajn) |

| 29. srpna 1985 18:30    |          |              |                                                                                   |
| Kolumbie                | 2:1      | Tunisko      | Yubileynyi Stadium, Oktemberyan diváci: 9 000 rozhodčí: Vladimir Kuznetsov (SSSR) |
| Castaño 19' Tréllez 68' | (Report) | Abdelhak 76' | Yubileynyi Stadium, Oktemberyan diváci: 9 000 rozhodčí: Vladimir Kuznetsov (SSSR) |

| 29. srpna 1985 19:00 |          |                |                                                                                   |
| Maďarsko             | 1:1      | Bulharsko      | Stadion Hrazdan, Jerevan diváci: 17 000 rozhodčí: Edgardo Codesal Méndez (Mexiko) |
| Fischer 80'          | (Report) | Kostadinov 57' | Stadion Hrazdan, Jerevan diváci: 17 000 rozhodčí: Edgardo Codesal Méndez (Mexiko) |

### Skupina B
| Tým            | B | Z | V | R | P | VG | IG | +/- |
| -------------- | - | - | - | - | - | -- | -- | --- |
| Brazílie       | 6 | 3 | 3 | 0 | 0 | 5  | 1  | +4  |
| Španělsko      | 3 | 3 | 1 | 1 | 1 | 4  | 4  | 0   |
| Saúdská Arábie | 3 | 3 | 1 | 1 | 1 | 1  | 1  | 0   |
| Irsko          | 0 | 3 | 0 | 0 | 3 | 3  | 7  | -4  |

| 24. srpna 1985 15:00 |          |                     |                                                                                 |
| Irsko                | 1:2      | Brazílie            | Boris Paichadze Stadium, Tbilisi diváci: 45 000 rozhodčí: Nouhoum Traore (Mali) |
| Tuite 86'            | (Report) | Balalo 20' Dida 80' | Boris Paichadze Stadium, Tbilisi diváci: 45 000 rozhodčí: Nouhoum Traore (Mali) |

| 24. srpna 1985 19:00 |          |           |                                                                                        |
| Saúdská Arábie       | 0:0      | Španělsko | Boris Paichadze Stadium, Tbilisi diváci: 25 000 rozhodčí: Antonio Evangelista (Kanada) |
|                      | (Report) |           | Boris Paichadze Stadium, Tbilisi diváci: 25 000 rozhodčí: Antonio Evangelista (Kanada) |

| 26. srpna 1985 19:00 |          |                      |                                                                                          |
| Irsko                | 0:1      | Saúdská Arábie       | Boris Paichadze Stadium, Tbilisi diváci: 20 000 rozhodčí: Berny Ulloa Morera (Kostarika) |
|                      | (Report) | Al Dosari 54' (pen.) | Boris Paichadze Stadium, Tbilisi diváci: 20 000 rozhodčí: Berny Ulloa Morera (Kostarika) |

| 27. srpna 1985 19:00   |          |           |                                                                                   |
| Brazílie               | 2:0      | Španělsko | Boris Paichadze Stadium, Tbilisi diváci: 20 000 rozhodčí: Jamal Al Sharif (Sýrie) |
| Luciano 50' Balalo 65' | (Report) |           | Boris Paichadze Stadium, Tbilisi diváci: 20 000 rozhodčí: Jamal Al Sharif (Sýrie) |

| 29. srpna 1985 19:00        |          |                                 |                                                                                        |
| Irsko                       | 2:4      | Španělsko                       | Boris Paichadze Stadium, Tbilisi diváci: 9 800 rozhodčí: Jesús Díaz Palacio (Kolumbie) |
| Mooney 51' Kelch 56' (pen.) | (Report) | Fernando 3', 61 Losada 35', 85' | Boris Paichadze Stadium, Tbilisi diváci: 9 800 rozhodčí: Jesús Díaz Palacio (Kolumbie) |

| 29. srpna 1985 19:00 |          |                |                                                                                |
| Brazílie             | 1:0      | Saúdská Arábie | Mikheil Meskhi Stadium, Tbilisi diváci: 9 000 rozhodčí: Yuriy Savchenko (SSSR) |
| Muller 35'           | (Report) |                | Mikheil Meskhi Stadium, Tbilisi diváci: 9 000 rozhodčí: Yuriy Savchenko (SSSR) |

### Skupina C
| Tým           | B | Z | V | R | P | VG | IG | +/- |
| ------------- | - | - | - | - | - | -- | -- | --- |
| Sovětský svaz | 5 | 3 | 2 | 1 | 0 | 7  | 1  | +6  |
| Nigérie       | 4 | 3 | 2 | 0 | 1 | 6  | 4  | +2  |
| Austrálie     | 2 | 3 | 0 | 2 | 1 | 2  | 3  | -1  |
| Kanada        | 1 | 3 | 0 | 1 | 2 | 0  | 7  | -7  |

| 24. srpna 1985 15:00 |          |           |                                                                                       |
| Sovětský svaz        | 0:0      | Austrálie | Dinamo Stadion, Minsk diváci: 16 000 rozhodčí: Victoriano Sánchez Arminio (Španělsko) |
|                      | (Report) |           | Dinamo Stadion, Minsk diváci: 16 000 rozhodčí: Victoriano Sánchez Arminio (Španělsko) |

| 24. srpna 1985 19:00 |          |        |                                                  |
| Nigérie              | 2:0      | Kanada | Dinamo Stadion, Minsk diváci: 16 000 rozhodčí: - |
| Monday 1' Siasia 78' | (Report) |        | Dinamo Stadion, Minsk diváci: 16 000 rozhodčí: - |

| 26. srpna 1985 19:00             |          |             |                                                                             |
| Sovětský svaz                    | 2:1      | Nigérie     | Dinamo Stadion, Minsk diváci: 23 000 rozhodčí: José Ramiz Wright (Brazílie) |
| Chudožilov 23' (pen.) Chedia 41' | (Report) | Anunobi 81' | Dinamo Stadion, Minsk diváci: 23 000 rozhodčí: José Ramiz Wright (Brazílie) |

| 27. srpna 1985 19:00 |          |        |                                                                       |
| Austrálie            | 0:0      | Kanada | Dinamo Stadion, Minsk diváci: 8 000 rozhodčí: Ali Bennaucer (Tunisko) |
|                      | (Report) |        | Dinamo Stadion, Minsk diváci: 8 000 rozhodčí: Ali Bennaucer (Tunisko) |

| 29. srpna 1985 19:00                                                      |          |        |                                                                       |
| Sovětský svaz                                                             | 5:0      | Kanada | Dinamo Stadion, Minsk diváci: 16 000 rozhodčí: Joel Quiniou (Francie) |
| Ketashvili 38' Tatarčuk 39' Ivanauskas 60' Skljarov 64' (pen.) Kužlev 79' | (Report) |        | Dinamo Stadion, Minsk diváci: 16 000 rozhodčí: Joel Quiniou (Francie) |

| 29. srpna 1985 19:00             |          |                                    |                                                                         |
| Austrálie                        | 2:3      | Nigérie                            | Traktor Stadium, Minsk diváci: 7 000 rozhodčí: Shizuo Takada (Japonsko) |
| Panagis 27' Kalantzis 38' (pen.) | (Report) | Adeleye 63' Monday 78' Anunobi 79' | Traktor Stadium, Minsk diváci: 7 000 rozhodčí: Shizuo Takada (Japonsko) |

### Skupina D
| Tým      | B | Z | V | R | P | VG | IG | +/- |
| -------- | - | - | - | - | - | -- | -- | --- |
| Mexiko   | 6 | 3 | 3 | 0 | 0 | 6  | 1  | +5  |
| Čína     | 4 | 3 | 2 | 0 | 1 | 5  | 4  | +1  |
| Paraguay | 1 | 3 | 0 | 1 | 2 | 3  | 6  | -3  |
| Anglie   | 1 | 3 | 0 | 1 | 2 | 2  | 5  | -3  |

| 24. srpna 1985 15:00     |          |                       |                                                                               |
| Anglie                   | 2:2      | Paraguay              | Tofiq Bahramov Stadium, Baku diváci: 40 000 rozhodčí: Laszlo Padar (Maďarsko) |
| Wakenshaw 19' Priest 31' | (Report) | Cartaman 41' Jara 74' | Tofiq Bahramov Stadium, Baku diváci: 40 000 rozhodčí: Laszlo Padar (Maďarsko) |

| 24. srpna 1985 19:00 |          |                                        |                                                                                      |
| Čína                 | 1:3      | Mexiko                                 | Tofiq Bahramov Stadium, Baku diváci: 30 000 rozhodčí: William K. Munro (Nový Zéland) |
| Gong 68'             | (Report) | Ambríz 19' (pen.) García Aspe 30', 45' | Tofiq Bahramov Stadium, Baku diváci: 30 000 rozhodčí: William K. Munro (Nový Zéland) |

| 26. srpna 1985 19:00 |          |                        |                                                                                        |
| Anglie               | 0:2      | Čína                   | Tofiq Bahramov Stadium, Baku diváci: 12 000 rozhodčí: Juan Daniel Cardellino (Uruguay) |
|                      | (Report) | Gao H. 76' Gong L. 89' | Tofiq Bahramov Stadium, Baku diváci: 12 000 rozhodčí: Juan Daniel Cardellino (Uruguay) |

| 27. srpna 1985 19:00 |          |                          |                                                                                     |
| Paraguay             | 0:2      | Mexiko                   | Tofiq Bahramov Stadium, Baku diváci: 7 000 rozhodčí: Edwin Picon-Ackong (Mauricius) |
|                      | (Report) | Cruz 22' García Aspe 70' | Tofiq Bahramov Stadium, Baku diváci: 7 000 rozhodčí: Edwin Picon-Ackong (Mauricius) |

| 29. srpna 1985 19:00 |          |             |                                                                                 |
| Anglie               | 0:1      | Mexiko      | Tofiq Bahramov Stadium, Baku diváci: 12 000 rozhodčí: Hernán Silva Arce (Chile) |
|                      | (Report) | Becerra 34' | Tofiq Bahramov Stadium, Baku diváci: 12 000 rozhodčí: Hernán Silva Arce (Chile) |

| 29. srpna 1985 19:00 |          |                     |                                                                                      |
| Paraguay             | 1:2      | Čína                | Mehdi Huseynzade Stadium, Sumgait diváci: 15 500 rozhodčí: David F.T. Syme (Skotsko) |
| Mereles 17'          | (Report) | Song 14' Gao H. 76' | Mehdi Huseynzade Stadium, Sumgait diváci: 15 500 rozhodčí: David F.T. Syme (Skotsko) |

## Play off

### Čtvrtfinále
| 1. září 1985 19:00 |          |                                   |                                                                              |
| Bulharsko          | 1:2      | Španělsko                         | Stadion Hrazdan, Jerevan diváci: 20 500 rozhodčí: Joseph B. Worrall (Anglie) |
| Kostadinov 47'     | (Report) | Marcelino 33' Fernando 67' (pen.) | Stadion Hrazdan, Jerevan diváci: 20 500 rozhodčí: Joseph B. Worrall (Anglie) |

| 1. září 1985 17:00                                 |          |          |                                                                                          |
| Brazílie                                           | 6:0      | Kolumbie | Boris Paichadze Stadium, Tbilisi diváci: 20 000 rozhodčí: Berny Ulloa Morera (Kostarika) |
| Gérson 51', 69', 90' Silas 54' Dida 72' Muller 81' | (Report) |          | Boris Paichadze Stadium, Tbilisi diváci: 20 000 rozhodčí: Berny Ulloa Morera (Kostarika) |

| 1. září 1985 17:00 |          |      |                                                                        |
| Sovětský svaz      | 1:0      | Čína | Dinamo Stadion, Minsk diváci: 40 000 rozhodčí: Ali Bennaucer (Tunisko) |
| Kužlev 1'          | (Report) |      | Dinamo Stadion, Minsk diváci: 40 000 rozhodčí: Ali Bennaucer (Tunisko) |

| 1. září 1985 17:00 |          |                           |                                                                                        |
| Mexiko             | 1:2      | Nigérie                   | Tofiq Bahramov Stadium, Baku diváci: 20 000 rozhodčí: Juan Daniel Cardellino (Uruguay) |
| Medina 50'         | (Report) | Igbinabaro 33' Monday 35' | Tofiq Bahramov Stadium, Baku diváci: 20 000 rozhodčí: Juan Daniel Cardellino (Uruguay) |

### Semifinále
| 4. září 1985 19:00         |                         |                                       |                                                                            |
| Španělsko                  | 2:2 (prodl.) (4-3 pen.) | Sovětský svaz                         | Stadion Lužniki, Moskva diváci: 37 000 rozhodčí: Hernán Silva Arce (Chile) |
| Losada 70' Goikoetxea 120' | (Report)                | Chudožilov 38' (pen.) Ivanauskas 107' | Stadion Lužniki, Moskva diváci: 37 000 rozhodčí: Hernán Silva Arce (Chile) |

| 4. září 1985 18:00    |          |         |                                                                          |
| Brazílie              | 2:0      | Nigérie | Kirov Stadium, Leningrad diváci: 51 500 rozhodčí: Joël Quiniou (Francie) |
| Muller 22' Balalo 44' | (Report) |         | Kirov Stadium, Leningrad diváci: 51 500 rozhodčí: Joël Quiniou (Francie) |

### O 3. místo
| 7. září 1985 13:00 |                         |         |                                                                                      |
| Sovětský svaz      | 0:0 (prodl.) (1-3 pen.) | Nigérie | Stadion Lužniki, Moskva diváci: 12 500 rozhodčí: Jassim Mandi Abdul-Rahman (Bahrajn) |
|                    | (Report)                |         | Stadion Lužniki, Moskva diváci: 12 500 rozhodčí: Jassim Mandi Abdul-Rahman (Bahrajn) |

### Finále
| 7. září 1985 19:00 |              |           |                                                                           |
| Brazílie           | 1:0 (prodl.) | Španělsko | Stadion Lužniki, Moskva diváci: 41 000 rozhodčí: David F.T. Syme (Anglie) |
| Henrique 92'       | (Report)     |           | Stadion Lužniki, Moskva diváci: 41 000 rozhodčí: David F.T. Syme (Anglie) |

## Vítěz
| Mistrovství světa ve fotbale hráčů do 20 let 1985 Brazílie (2.titul) Cláudio Taffarel • Luciano • Luis Carlos • Henrique • João Antonio • Dida • Silas • Tosin • Gérson • Müller • Antonio Carlos • Chico • Polaco • Stinico • Marçal • Izael • Binho • Balalo |